# ФК Севојно
ФК Севојно је српски фудбалски клуб из Севојна. Клуб је основан 1950. године и тренутно се такмичи у Западно-моравској зони, четвртом такмичарском нивоу српског фудбала.
Неколико година су покушавали да се пласирају у Прву лигу, али им је то најзад пошло за „ногом“ тек у сезони 2004/05. Српске лиге Запад када се након освајања 2. места иза Радничког из Крагујевца квалификују за бараж. У првом кругу баража декласирали су нишки Железничар чак са 7:1 у Севојну, док реванш у Нишу, који је био само формалност није одигран због тровања играча Железничара. У другом кругу баража намерили су се на Раднички из Обреновца и са две глатке победе 3:0 и 1:0 по први пут у својој историји пласирали су се у новоформирану Прву лигу Телеком Србија.
Највећи успех у историји клуба је пласман у финале купа након победе над Црвеном звездом резултатом 2:1 на стадиону крај Ваљаонице у сезони 2008/09. У финалу купа су играли против Партизана где су изгубили 3:0, али су по први пут обезбедили играње у неком европском такмичењу. Жреб је одредио да играју против литванског Каунаса. У Београду је било 0:0, док је у Литванији било 1:1, што је било довољно за пролаз. После су играли са француским Лилом где су у обе утакмице поражени са 2:0.
Након што је Севојно Поинт у сезони 2009/10. обезбедило пласман у Суперлигу Србије, градско руководство и управе два клуба су се договориле о фузији ова два клуба. На одвојеним скупштинама Севојно Поинта и Слободе, 24. јуна, озваничено је припајање Севојно Поинта Слободи. Клуб ће наставити традицију Слободе, као првог градског клуба, у смислу седишта, клупских боја, стадиона и године оснивања, а у Суперлиги ће играти под именом ФК Слобода Поинт Севојно. Нови фудбалски клуб Севојно, такмичење ће у сезони 2010/11. почети из окружне лиге.
Већ у првој сезони (2010/11) у Златиборској окружној лиги, Севојно осваја прво место и пласман у виши ранг - Зону Дрина.

## Историја
Првих десет година клуба (1950-1960)
Средином маја 1950. године почиње изградња ваљаонице бакра. Радници су формирали фудбалски тим који је убрзо потом, 25. јуна 1951. године, одиграо своју прву незваничну утакмицу против суседног и будућег градског ривала Слободе из Ужица.
Након тога, амбициозни радници предвођени грађевинским руководиоцима Радом Поповићем и господином Рацом Јововићем званично су основали фудбалски клуб 7. јула 1951. године, првобитно назван "ФК Раднички". Своју прву утакмицу су одиграли 2. августа исте године против Борца из Чачка где је упркос поразу (2:3) била најављена светла будућност клуба.
1952. године клуб почиње да се такмичи у фудбалској лиги града Ужица. У свом првом званичном мечу, остварена је победа над Златибором из Чајетине резултатом 2:0. Наредних година клуб је остварио неколико промоција и био успешан.
1957. године изборена је промоција у Крагујевачку регионалну лигу.
Регионалне и међурегионалне лиге (1960-1995)
1961. године основано је Спортско друштво Севојна и клуб се од тада такмичи под овим именом.
У сезони 1968/69 клуб је заузео 2. место у међурегионалној лиги Ужице/Чачак, постигавши тако пласман у Другу српску лигу (4. ранг такмичења).
Клуб проводи 3 сезоне играјући у овој лиги, али након тога испада и игра у лиги Морава/Шумадија (до 1976/77), регионалним и међурегионалним лигама, све до сезоне 1989/90, када се враћа у Другу српску лигу.
Ту успева да остане само једну сезону, након чега испада у лигу Морава/Шумадија где игра све до сезоне 1995/96, када је унапређен у Српску лигу Запад (група Морава - 3. ранг такмичења) где игра све до промоције у Прву лигу Србије (2. ранг такмичења).

## Српска лига Запад (1995-2005)
Своје прве три сезоне у овом рангу такмичења Севојно је завршавало углавном на средини табеле, без великих шанси да испадну из лиге, али исто тако и без великих шанси да се примакну самом врху табеле. Сезона 1998/99 је обећавала више него претходне, клуб је био на високом 3. месту, међутим уследио је прекид првенства због бомбардовања. Након поновног почетка такмичења Севојно је постало много стабилнији клуб и увек успевало да обезбеди пласман међу првих 5 екипа.
Сезона 1999/00
Прву победу у последњој полусезони у 20. веку Севојно је забележило у 2. колу на свом терену против ФАП-а из Прибоја резултатом 3:0. Након пораза у 5. колу, наредних седам утакмица клуб бива непоражен. Обе победе у том низу су остварене у Севојну, прва против Карађорђа из Тополе (3:1) и друга против Рудара из Баљевца (2:0). На последње три утакмице на стадиону крај Ваљаонице остварене су све три победе, редом: Полет из Љубића (1:0), Полимље из Пријепоља (6:0), Водојажа из Грошнице код Крагујевца (3:0). Своју прву победу у новом веку клуб је забележио као домаћин против Хајдука из Краљева са 3:1. На гостовањима је освојено свега 7 бодова, сви су дошли након нерешених исхода. Сличан сценарио као из јесењег дела сезоне, на последње четири утакмице утакмице у Севојну забележене су све четири победе постигавши чак 18 голова, и то против: Металца Трговачког из Краљева (6:1), Груже (4:1), Такова из Горњег Милановца (6:0) и Бадњевца из Баточине (2:1). Клуб је свих 14 победа остварио на као домаћин уз свега један забележен пораз. Освојена су 53 бода који су клубу обезбедили 5. место на табели.
Сезона 2000/01
Ову сезону клуб је као домаћин отворио на одличан начин, на три утакмице забележене су све три победе и то против: Шумадије из Аранђеловца (3:0), Такова из Горњег Милановца (3:0), градског ривала Јединство Путева из Ужица (2:1). Прва победа на гостовањима остварена је у 12. колу против Црнокосе у Косјерићу резултатом 0:2. Пред крај полусезоне клуб прави серију од три победе у низу, као домаћин против Мокре Горе из Зубиног Потока (1:0) и ФАП-а из Прибоја (3:0), а као гост против екипе Металца Трговачког у Краљеву (0:1). У последњем колу јесењег дела сезоне остварена је победа на стадиону крај Ваљаонице против Трепче из Косовске Митровице са убедљивих 5:0. Прву победу на пролеће клуб је остварио у Севојну против Рудара из Баљевца са невероватних 9:1, једна од највећих победа у историји клуба. На последњих седам утакмица као домаћин клуб је остварио максималан учинак, поново су поражени Црнокоса (2:0) и Металац Трговачки (2:1). У том низу су поражени и Гоч из Врњачке Бање (2:0) и Полет из Љубића (1:0). У 32. колу остварена је још једна победа на гостујућем терену против Омладинца у Новом Селу код Врњачке Бање са великих 0:4. Последњу победу у овој сезони клуб је остварио на стадиону крај Ваљаонице против "комшијске" Слоге из Пожеге резултатом 2:1. Противници су тешко односили бодове из Севојна, само једна је успела да однесе сва три бода. Eкипа Севојна је била друга најбоља одбрана у лиги, разлика је само један примљен гол више. Ове сезоне је направљен мали помак, освојено десет бодова више у односу на претходну - 63 бода за високо 4. место.
Сезона 2001/02
Након две везане победе на домаћем терену, забележена је и прва победа на гостовањима против Ердоглије у Крагујевцу резултатом 0:1. У 11. колу на стадиону крај Ваљаонице остварена је победа у дербију против градског ривала Јединство Путева из Ужица са 1:0, а такође и у следећем колу против Мокре Горе у Зубином Потоку са 1:2. На следеће три утакмице као домаћин клуб је остварио све три победе, савладане су Карађорђе из Тополе (6:0), Омладинац из Заблаћа код Чачка (10:1) и Трговачки из Краљева (1:0). У последњем колу јесењег дела сезоне забележена је победа против Такова у Горњем Милановцу резултатом 0:2. Након пораза у 24. колу, екипа прави серију од десет утакмица без пораза, од чега су чак осам биле победе. На домаћем терену су "падали" Ердоглија (1:0), Слога из Сјенице (6:1), Шумадија из Аранђеловца (3:1), Мокра Гора (3:0) и Гоч из Врњачке Бање (2:0), док су са гостовања "однети" бодови против Јошанице у Новом Пазару (2:3), Карађорђа у Тополи (1:2) и Омладинца у Заблаћу код Чачка (0:1). Последњу победу у сезони Севојно је остварило на стадиону крај Ваљаонице против Трепче из Косовске Митровице резултатом 3:0. Трећу сезону заредом, екипа је доживела само један пораз у Севојну. Одбрана је поново била на нивоу, као и претходне сезоне, само један гол је опет направио разлику. Клуб се попео за још један степеник, освојено је "округлих" 70 бодова за одлично 3. место.
Сезона 2002/03
У својој сада већ осмој сезони у трећелигашком каравану прву победу Севојно је остварило у 2. колу када је на домаћем терену савладало Гоч из Врњачке Бање резултатом 5:0. У следећих пар кола уследио је нешто слабији низ резултата. Почетком октобра клуб је везао две победе, савладани су Металац Трговачки из Краљева (2:0) и градски ривал ГП Златибор у Ужицу (0:3). Први део сезоне завршен је са свега шест победа, последња над Заставом из Крагујевца са 2:1. Други део сезоне кренуо је победом над Омладинцем из Новог Села код Врњачке Бање са 3:0. У следећем (19.) колу Севојно је доживело пораз на гостовању екипи Гоч-а. До краја првенства клуб није забележио ниједан пораз. На следећих 15 утакмица забележили су скор од 9 победа и 6 нерешених. Везане су три победе над Полетом из Љубића (1:0), Будућности у Конареву (0:2) и Рударом из Баљевца (3:0). Након победе над Ердоглијом у Крагујевцу (2:4) у 30. колу, Севојно је првог дана у јуну на стадиону крај Ваљаонице савладало још једног градског ривала, Јединство Путеве из Ужица резултатом 1:0. У последња два кола остварене су две победе, прва на свом терену против Слоге из Краљева (2:0) и друга над Заставом (0:2). Екипа је доживела само један пораз на домаћем терену током читавог првенства. Освојено је 57 бодова, довољно за високо 4. место на табели.
Сезона 2003/04
Прва победа у првенству забележена је на домаћем терену против екипе Раднички Стобекс из места Клупци резултатом 2:0. Међутим, у следећих пет кола забележена је свега једна победа, остало су били порази. Реакција у клубу након тога била је одлична, везано је пет победа у низу: над Селевцем из Смедеревске Паланке (3:0), Ремонтом у Чачку (0:2), затим Таковом из Горњег Милановца (4:1), Спартаком у Љигу (2:4) и ФАП-ом из Прибоја (2:0). Последња победа у првом делу сезоне била је на свом терену против Железничара из Смедерева са 5:3. У другом делу сезоне почетком априла остварена је битна победа у окршају са градским ривалом Слободом у Ужицу резултатом 1:2. Две недеље касније, победом над Младости из Лучана са 3:1 започета је серија од шест победа заредом. Поново су поражене екипа Селевца (1:2), Ремонта (2:1), затим Такова (0:2), Спартака (5:0) и ФАП-а (1:2). На последњих десет утакмица у првенству забележен је невероватан скор од чак 9 победа и свега једном нерешеном утакмицом. Последња победа у првенству остварена је на стадиону крај Ваљаонице над Јошаницом из Новог Пазара са 3:0. Пету сезону заредом, екипа је доживела само један пораз када су јој гостовали противници. Највећи број везаних победа као домаћин био је број 7. Надмашен је број победа из претпрошле сезоне, овога пута то је био број 21. Освојено је 66 бодова који су били довољни за најбољи пласман до сада, велико 2. место. На првом месту налазила се "комшијска" екипа Младост из Лучани са чак 11 бодова више и много већу гол разлику.
Сезона 2004/05 (промоција у Прву лигу Србије)
Своју "јубиларну" десету, а испоставиће се и последњу сезону као српсколигаш Севојно је започело са три победе у прва три кола. На домаћем терену савладана је "комшијска" Слога из Пожеге (3:0), затим против градског ривала Јединство Путева у Ужицу (0:3) и Рудара из Костолца (3:1). Половином септембра везане су три победе, поражени су Шумадија 1903 из Крагујевца (1:0), Бане из Рашке (4:3) и Милан у Ваљеву (1:4). Трећег дана новембра (15. коло) забележена је једна од највећих победа у историји клуба на гостовањима. На стадиону Лагатор декласирана је домаћа Лозница резултатом 0:7. У другом делу сезоне екипа Љубише Стаменковића прави серију од шест победа заредом. Без бодова су остале екипе Раднички Стобекс (4:0), Шумадије 1903 (0:1), Бане (0:2), затим Милана (1:0), градског ривала Слободе у Ужицу (0:1) и Звижда из Кучева (5:3). Сезона је почела са три победе, а тако се и завршила. Поново је савладана Лозница, овога пута са 4:1, затим Металац Трговачки у Краљеву са 0:1 и у последњем колу на стадиону крај Ваљаонице и Железничар из Смедерева са 2:0. Као домаћини Севојничани су завршили сезону са чак седам победа у седам утакмица. У току сезоне два пута су прављене серије без пораза: прва са 10 утакмица од којих су 6 биле победе и друга са 9 утакмица од којих су чак 7 биле победе. Са чак 77 постигнутих голова (17 више од првопласираног Радничког из Крагујевца, а 32 од следећег), Севојно је била убедљиво најефикаснија екипа у лиги. Освојено је 68 бодова и поновљен пласман из претходне сезоне - 2. место.
У првом кругу баража декласиран је Железничар из Ниша са чак 7:1 у Севојну, док реванш који је био само формалност није одигран због тровања играча Железничара. У другом кругу баража оба пута је савладан Раднички из Обреновца (3:0 и 1:0). Први пут у историји клуб је обезбедио пласман у Прву лигу Србије.
Резултати у Српској лиги Запад (1995-2005)
| Сезона  | Ранг | Лига                         | Поз | У  | П  | Н  | И  | ДГ | ПГ | ГР  | Б  |
| ------- | ---- | ---------------------------- | --- | -- | -- | -- | -- | -- | -- | --- | -- |
| 1995/96 | 3.   | Српска лига западно-моравска | 11  | 34 | 11 | 8  | 15 | 37 | 56 | -19 | 41 |
| 1996/97 | 3.   | Српска лига западно-моравска | 8   | 34 | 14 | 9  | 11 | 46 | 39 | +7  | 51 |
| 1997/98 | 3.   | Српска лига западно-моравска | 8   | 34 | 15 | 5  | 14 | 47 | 36 | +11 | 50 |
| 1998/99 | 3.   | Српска лига Морава           | 3   | 19 | 12 | 3  | 4  | 34 | 17 | +17 | 39 |
| 1999/00 | 3.   | Српска лига Морава           | 5   | 38 | 14 | 11 | 13 | 58 | 43 | +15 | 53 |
| 2000/01 | 3.   | Српска лига Морава           | 4   | 38 | 17 | 7  | 14 | 68 | 39 | +29 | 58 |
| 2001/02 | 3.   | Српска лига Морава           | 3   | 38 | 20 | 10 | 8  | 70 | 33 | +37 | 70 |
| 2002/03 | 3.   | Српска лига Морава           | 4   | 32 | 16 | 9  | 7  | 48 | 27 | +21 | 54 |
| 2003/04 | 3.   | Српска лига Запад            | 2   | 34 | 21 | 3  | 10 | 66 | 42 | +24 | 66 |
| 2004/05 | 3.   | Српска лига Запад            | 2   | 34 | 20 | 8  | 6  | 77 | 36 | +41 | 68 |

## Прва лига Србије(2005-2010)
Сезона 2005/06 (Друга лига)
Своју прву сезону у Другој лиги (тада СЦГ) Севојно је започело веома лоше. У првих осам кола су сакупили свега 3 бода. Севојно је остварило своју прву победу тек у 9. колу, на свом терену су победили екипу ОФК Ниш са 3:0. На следећих пет утакмица на стадиону крај Ваљаонице, Севојно је забележило свих пет победа. Савладани су Срем (3:0), крушевачки Напредак (2:1), крагујевачки Раднички (3:1), Нови Пазар (3:1) и ЧСК Пивара из Челарева (2:1). Победом над Сремом започета је невероватна серија од 19 утакмица без пораза (највећа позитивна серија у историји фудбалских лига СРЈ и СЦГ). У 20. колу остварена је велика победа на Чаиру против домаћег Радничког (1:2). Екипа која је прекинула ову серију била је управо она над којом је и серија започета, Срем је савладао Севојно, тек у 30. колу. Последњу победу у својој дебитантској сезони Севојно је забележило у последњем колу када су дочекали Јединство са Уба и славили резултатом 2:1. Свега два пораза на свом терену током читавог првенства и 52 освојена бода била су довољна за 8. место на табели, одличан пласман за новајлију у лиги.
Сезона 2006/07 (Прва лига Телеком Србија)
На почетку сезоне 2006/07 дошло је до промене тренера, дотадашњег веома успешног Љубишу Стаменковића заменио је Душан Арсенијевић. У прва три кола забележене су три победе. На стадиону крај Ваљаонице поражена је Мачва из Шапца (3:2), Динамо у Врању (1:2) и ЧСК Пивара у Севојну. Резултати у првих неколико кола су били обећавајући јер је Севојно држало прво место на табели. Након тога следи седам утакмица без победе, да би тек у 11. колу Младеновац био савладан резултатом 2:1. На следеће три утакмице на стадиону крај Ваљаонице, Севојно је забележило све три победе. Савладани су Обилић (1:0), Рад (2:1) и Спартак из Суботице (1:0). У следећих девет кола екипа је освојила свега 8 бодова. Пад форме и низ лоших резултата су узрок за отпуштање тренера Арсенијевића почетком априла 2007. године, а његово место заузима дотадашњи помоћни тренер Ненад Маркићевић који је имао запажену каријеру у иностранству (“Прогрес“, Немачка; “Униао Мадеира“, Португал; “Хапоел Ришона“ и “Хапоел Рамат Гана“, Израел), а непосредно пре ступања на место помоћног тренера на коме је био три године, био је и играч овог клуба. У првој утакмици у којој је тренер Маркићевић водио тим забележена је победа над екипом Јавор Хабитфарм од 3:0 на домаћем терену, а затим и веома значајна победа над екипом Чукарички Станком у Београду. Чукарички је био вицешампион и то им је био једини пораз на домаћем терену у првенству. У следећем колу савладан је и Срем са 5:1, то је била највећа победа. Сезона је почела са три победе, а тако се и завршила. У Суботици је савладан Спартак са 0:1, а у Власотинцу идентичним резултатом и Власина. У последњем колу на стадиону крај Ваљаонице рутински је поражена Инђија са 4:1. Клуб је овога пута освојио 59 бодова и завршио на задовољавајућем 7. месту на табели.
Сезона 2007/08 (Прва лига Телеком Србија)
У првих пет утакмица у својој трећој сезони Прве лиге Србије Севојно је освојило 5 бодова, били су непоражени али су све утакмице одиграли нерешено. Прву победу су остварили у следећем колу на гостовању у Пироту против домаћег Радничког, резултат је био 0:1. У следећем колу су на домаћем терену савладали БСК из Борче са 3:1. Две везане утакмице на домаћем терену почетком новембра (13. и 14. коло) Севојно је искористило, везало две победе и тако прекинуло лошу серију без победе. Савладани су ЧСК Пивара са 3:1 и Срем са 4:0, то је била највећа победа у сезони. Свега пет победа у првом делу сезоне и мали број голова су били нешто на шта Севојничани нису навикли. Почетком априла (27. и 28. коло) клуб је коначно везао две победе и тако бар мало добио на самопоуздању. У Севојну је савладана екипа Младеновца са 3:0, а у Јагодини минималним резултатом домаћа екипа Јагодине којој је то био једини пораз на домаћем терену. Јагодина је те сезоне била вицешампион (исти случај са Чукаричким претходне сезоне). Севојну су биле потребне победе како би обезбедили опстанак у лиги. На стадиону крај Ваљаонице су прво победили Раднички из Ниша са 2:0, а у последњем колу Младост из Апатина. Резултат је био 2:1. Неконстантни резултати током целог првенства, клуб је освојио свега 45 бодова (14 мање него из претходне сезоне) али је то срећом било довољно за 11. место и обезбеђено место у друголигашком каравану и следеће сезоне.
Сезона 2008/09 (Прва лига Телеком Србија)
Повратак Љубише Стаменковића у клуб са којим је и првобитно обезбедио пласман из српске лиге. Исти почетак првенства као из претпрошле сезоне. У прва три кола забележене су три победе. На стадиону крај Ваљаонице поражен је Динамо из Врања (3:0), Инђија у Инђији (1:4) и Нови Сад у Севојну (2:1). Након тога пад форме и нешто лошији низ, забележено је више нерешених резултата него победа и пораза заједно. Од средине до краја априла клуб везује 4 победе и прилази горњем делу табеле. Прво је на домаћем терену савладан Спартак из Суботице са 3:0, да би након тога у Смедереву минималним резултатом била савладана домаћа екипа Смедерева. Трећу сезону заредом Севојно успева да нанесе пораз вицешампиону на домаћем терену (Чукарички 06/07 и Јагодина 07/08). У следећем колу у Севојну поражен је Вождовац, такође минималним резултатом. Крај априла је донео највећу победу на гостујућем терену, у Београду је декласиран Хајдук Лион резултатом 0:4. Београђани се нису лепо провели ни у првом делу сезоне када су у Севојну изгубили 5:2. Исти завршетак првенства као из претпрошле сезоне. У последња три кола су такође забележене три победе. Прво су као домаћини славили против Младости из Лучана резултатом 3:0, затим у Сремској Митровици против домаћег Срема са 1:2, да би у последњем колу на стадиону крај Ваљаонице против Новог Пазара резултат био 4:0 у корист Севојничана. Само један пораз на свом терену током целог првенства доживела је екипа Љубише Стаменковића. Са 53 постигнута гола Севојно је најефикаснија екипа у лиги. Освојен је 51 бод, довољно за 7. место на табели.
Сезона 2008/09 (Лав куп Србије)
Такмичење у купу Севојно је започело у 1/16 финала против Хајдука из Куле. Резултат је био 0:0, Севојно је изборило пролаз након пенала (8:7). У 1/8 финала су у Чачку против домаћег Борца након 1:1 у регуларном делу такође прошли на пенале (4:5). Исти сценарио се десио и у четвртфиналу у Крушевцу против Напретка када је Милорад Николић одбранио два пенала (4:5). У полуфиналу купа су се састали са Црвеном звездом.

#### Севојно -Црвена звезда2:1 (0:0)
СТАДИОН: крај Ваљаонице, гледалаца 5 000. СУДИЈЕ: Гогић Миодраг; помоћници Томичић Никола, Живковић Саша. ЖУТИ КАРТОНИ: Булатовић (Севојно).
СЕВОЈНО: Николић, Раковић (од 81' Станојевић), Јанковић, Булатовић, Бранковић, Шуњеварић, Јовичић, Голочевац (од 62' Вујовић (од 76' Вукојичић)), Камберовић, Радосављевић, Павићевић. Тренер: Љубиша Стаменковић.
ЦРВЕНА ЗВЕЗДА: Стаменковић, Врањеш, Туторић (од 84' Соме), Пејчиновић, Гвозденовић, Авал Исах, Милијаш, Лазетић (од 71' Шишић), Короман, Паркер (од 59' Абубакар), Клео. Тренер: Чедомир Јаневски.
На Ђурђевдан 2009. године на стадиону крај Ваљаонице у полуфиналу купа гостовала је Црвена звезда. Прву шансу на утакмици имају играчи Севојна када Голочевац шутира са 15 метара искоса са десне стране, али поред гола. Након тога, корнер за Звезду из ког капитен гостију Ненад Милијаш замало постиже гол, али је Николић ипак успео да ухвати лопту. Након првих пола сата Клео шутира са неких 18 метара, опет реагује Николић. Пред крај полувремена Милијаш изводи слободан ударац са нешто више од 20 метара али лопта одлази преко пречке.
У другом полувремену прва озбиљнија шанса за госте из Београда када након центаршута Коромана Клео шутира главом, али лопта иде изнад пречке. У 72. минуту дуга лопта за Вујовића који се нашао сам на левом крилу након чега улази у средину и пласира лопту са 12-13 метара поред Стаменковића. Нова шанса за Звезду, након центаршута Коромана лопта долази до Шишића који са 8-9 метара шутира поред гола. Црвено-бели долазе до изједначења у 87. минуту када Абубакар спушта лопту главом за Сомеа који постиже гол са 5 метара. Међутим, на радост свих Севојничана у 90. минуту након напада по левој страни лопта долази до Камберовића који постиже гол за победу. Највећа победа у историји Севојна против највећег клуба у региону.
Севојно је до финала избацило  суперлигаша: Хајдук из Куле, Борац из Чачка, Напредак из Крушевца и Црвену звезду. Само 15 дана касније играли су у финалу купа против Партизана.

#### Партизан- Севојно 3:0 (0:0)
СТАДИОН: Партизана, гледалаца  13 000. СУДИЈЕ: Милорад Мажић (Врбас); помоћници Радојичић и Живковић. ЦРВЕНИ КАРТОН: Булатовић (Севојно).
ПАРТИЗАН: Божовић, Гавранчић, Ђорђевић, Стевановић, Обрадовић, Фејса, Љајић (од 58' Вујовић), Мореира, Томић, Дијара (од 88' Петровић), Вашингтон (од 46' Богуновић). Тренер: Славиша Јокановић.
СЕВОЈНО: Николић, Раковић (од 75' Станковић), Јанковић, Булатовић, Бранковић (од 68' Вукојичић), Вирић (од 62' Радосављевић), Јовичић, Голочевац, Вујовић, Павићевић. Тренер: Љубиша Стаменковић.
Стрелци за Партизан били су Ђорђевић у 61' за 1:0, Стевановић у 86' за 2:0, Петровић у 90' за 3:0. Домаћи тим ниједан од 3 постигнута гола није дао из игре, при чему је други гол био "нерегуларан". Након изведеног корнера и гужве у шеснаестерцу Севојничана лопта се одбија до Ђорђевића који је удара "руком" и погађа пречку, а на одбитак притрчава Стевановић и постиже гол. Такође, остаје нејасно зашто Мореира није био санкционисан жутим картоном у првом полувремену након "лактања" Јовичића. У другом полувремену Севојно је остало са играчем мање, Булатовић је добио црвени картон у 79. минуту. Милорад Николић је имао неколико одличних интервенција.
Севојно је имало своје шансе у финалу. Прва озбиљнија прилика за "Јарчеве" када на половини терена Голочевац пробацује лопту кроз ноге Фејси и упошљава Павићевића који шутира са 10 метара искоса са десне стране, али Божовић брани тај ударац. Након једног лошег додавања домаћих, Севојно креће у контру, лопта од Јовичића долази до Камберовића који центрира, међутим испред Павићевића се нашао Ђорђевић који отклања опасност. У другом полувремену први пут је припретио Голочевац шутем са 25 метара директно у голмана, након што је Јовичић одузео лопту Дијари. Након искључења Булатовића, у једној контри Севојна лопта долази до Павићевића који петом оставља Камберовићу за центаршут, након кога је голман Београђана покупио лопту између Вукојичића и Радосављевића. После другог примљеног гола, Голочевац креће са центра, пролази поред 3 играча Партизана и са 20 метара шутира мало изнад пречке. Након утакмице играчи Севојна су отрчали до трибине на којој су се налазили њихови навијачи који су их поздравили огромним аплаузом. Више од хиљаду навијача из Севојна дошло је да подржи свој клуб.
Сезона 2009/10 (Прва лига Телеком Србија)
Након утакмица у квалификацијама за Лигу Европе почела је још једна сезона у Првој лиги. Због новог спонзора, клуб је од ове сезоне носио назив ФК Севојно Поинт. Прва победа у првенству дошла је против дугогодишњег прволигаша. Пету сезону заредом на домаћем терену поражена је екипа Срема, овога пута минималним резултатом. Везане су две победе на гостовањима, прво Бежанија у Београду са 0:1, а затим и Банат у Зрењанину идентичним резултатом. Следеће коло у Севојну је гостовала Колубара из Лазаревца која је савладана са 2:0. Средином априла клуб везује три победе, савладани су Раднички из Сомбора (1:0), Пролетер у Новом Саду (0:1) и Бежанија из Београда (5:1). У 27. колу у Врању остварена је победа над домаћим Динамом резултатом 0:1. До краја првенства Севојно није забележило ниједан пораз. У последња четири кола остварене су све четири победе: против Телеоптика у Београду (0:1), против Младости из Апатина (4:0) у Севојну, против Новог Сада у Новом Саду (0:2) и против Слоге из Краљева (4:1) на стадиону крај Ваљаонице. Историја клуба је исписана 6. јуна 2009. године. Стрелци за Севојно били су Марко Павићевић два пута, Владимир Вујовић и Никола Максимовић. Екипа Севојна је имала најбољу одбрану у лиги, примили су само 24 гола. Такође, били су и најбоља гостујућа екипа. Овога пута освојено је 58 бодова, довољно за вицешампиона. Са само два бода више Инђија је била на првом месту. Обезбеђен је дугогодишњи циљ клуба, пласман у Суперлигу Србије.
Први тим (2009/10)
| Бр. |           | Позиција | Играч                  |
| --- | --------- | -------- | ---------------------- |
| 1   | Србија    | Г        | Милорад Николић        |
| 2   | Србија    | О        | Раденко Камберовић     |
| 3   | Србија    | С        | Владислав Вирић        |
| 4   | Црна Гора | О        | Радош Булатовић        |
| 5   | Србија    | О        | Владимир Сандуловић    |
| 6   | Србија    | О        | Саво Раковић (капитен) |
| 7   | Србија    | С        | Радан Шуњеварић        |
| 8   | Србија    | С        | Лазар Јовичић          |
| 9   | Србија    | Н        | Марко Павићевић        |
| 10  | Србија    | Н        | Владимир Вујовић       |

| Бр. |        | Позиција | Играч              |
| --- | ------ | -------- | ------------------ |
| 11  | Србија | О        | Игор Станисављевић |
| 12  | Србија | Г        | Дарко Рогић        |
| 13  | Србија | С        | Александар Пејовић |
| 14  | Србија | О        | Димитрије Јанковић |
| 15  | Србија | С        | Никола Максимовић  |
| 16  | Србија | С        | Бојан Тимић        |
| 19  | Србија | Н        | Немања Лијескић    |
| 20  | Србија | О        | Горан Ћосић        |
| 29  | Србија | С        | Владимир Мудринић  |

Тренер:  Љубиша Стаменковић
Резултати у Првој лиги Србије (2005-2010)
| Сезона  | Ранг | Лига             | Поз | У  | П  | Н  | И  | ДГ | ПГ | ГР  | Б  |
| ------- | ---- | ---------------- | --- | -- | -- | -- | -- | -- | -- | --- | -- |
| 2005/06 | 2.   | Друга лига       | 8   | 38 | 13 | 13 | 12 | 44 | 42 | +2  | 52 |
| 2006/07 | 2.   | Прва лига Србије | 7   | 38 | 17 | 8  | 13 | 46 | 42 | +4  | 59 |
| 2007/08 | 2.   | Прва лига Србије | 11  | 34 | 11 | 12 | 11 | 34 | 34 | 0   | 45 |
| 2008/09 | 2.   | Прва лига Србије | 7   | 34 | 13 | 12 | 9  | 53 | 37 | +16 | 51 |
| 2009/10 | 2.   | Прва лига Србије | 2   | 34 | 17 | 7  | 10 | 40 | 24 | +16 | 58 |

## Квалификације заЛигу Европе
Каунас (Литванија)
Фудбалери Севојна и литванског Каунаса су 16. јула у Београду одиграли нерешено 0:0, у првој утакмици другог кола квалификација за Лигу Европе. То је била прва утакмица Севојна у једном европском такмичењу. Утакмица се играла на стадиону Партизана пред неколико стотина гледалаца, а судија је био Ентони Батимер из Ирске.
СЕВОЈНО: Николић, Раковић, Јанковић, Булатовић, Станисављевић, Вирић,  Максимовић (од 49' Јовичић), Камберовић, Шуњеварић (од 58' Тимић), Вујовић (од 83' Пејовић), Павићевић. Тренер: Љубиша Стаменковић
Играчи српског друголигаша су били бољи ривал, стварали су прилике, нападали, али нису успели да затресу мрежу противника, док са друге стране Каунас није направио ниједну прилику за погодак, већ се концентрисао на игру у одбрани.
Прву озбиљнију прилику на утакмици имали су играчи Севојна у 21. минуту, када је, после комбинације неколицине домаћих играча испред шеснаестерца Игор Станисављевић шутирао преко гола. Минут касније везиста Радан Шуњеварић имао је изгледнију прилику, али је у шеснаестерцу погодио једног одбрамбеног играча гостију.

"Јарчеви" су углавном имали прилике после корнера и центаршутева, али су играчи Каунаса у неколико наврата успевали да избаце лопту у корнер. У завршници првог полувремена нападач Владимир Вујовић пропустио је две полу-прилике за погодак.
На почетку другог полувремена, у 51. минуту, најбољу прилику за гол пропустио је Раденко Камберовић, који је истрчао контру, изашао сам испред голмана Лауринаса Вертелиса, али је са 10-ак метара био непрецизан. Севојничани нису успели да постигну погодак ни у 65. минуту, када је Марко Павићевић био непрецизан, а исти играч није искористио солидну прилику ни у 74. минуту. У последњим минутима утакмице прилике за погодак пропустили су Бојан Тимић у 89. минуту и Камберовић два минута касније.
Реванш утакмица је била заказана 23. јула у Литванији.
Фудбалери Севојна начинили су подвиг пласиравши се у треће коло квалификација за Лигу Европe, након што су у Литванији са домаћим Каунасом одиграли 1:1. Севојно ће у наставку године снова и свог дебитантског наступа у еврокуповима играти са француским Лилом.
Једини погодак за Севојно постигао је најбољи нападач екипе Владимир Вујовић у 48. минуту утакмице, док су Литванци изједначили у 76. минуту преко Фридрикаса.
Изабраници тренера Љубише Стаменковића показали су још у уводним минутима меча да нису допутовали у Литванију да би бункером изборили продужетке, а онда и пенале. Отворена, на моменте веома офанзивна игра, какву су уосталом приказали и у Београду, могла је Севојну донети вођство већ у првом полувремену. Вујовић је имао одличне шансе у 4. и 16. минуту, али су његови ударци отишли или тик поред стативе или право у голмана Вертелиса, док је и Вирић у 44. минуту опробао шут са дистанце али без успеха.
Након што је Вујовић у 48. минуту постигао гол који је Севојно тада водио даље, Литванци су кренули на све или ништа, убацивши у игру још два нападача. Труд им се исплатио у 76. минуту када је после грешке у одбрани гостију, Чиникас дотурио лопту Фридрикасу а овом није било тешко да је спроведе у мрежу. Последњих 15 минута водила се грчевита борба пред шеснаестерцем Севојна. Напади Каунаса су се ређали до зауставног времена, али је српски прволигаш успео да до краја меча сачува гол.
Први меч трећег кола квалификација за Лигу Европе између Севојна и Лила одиграће се 30. јула на стадиону Партизана, док је реванш на програму 6. августа у Француској.
Лил (Француска)
Фудбалери Севојна изгубили су у Београду од француског Лила са 0:2, у првој утакмици трећег кола квалификација за Лигу Европе.
СТАДИОН: Партизана, гледалаца 2.000. СУДИЈЕ: Ингварсон, Нилсон, Екстрем (Шведска). ЖУТИ КАРТОНИ: Булатовић, Вујовић, Раковић, Тимић (Севојно), Рами, Плестан, Обранијак (Лил). ЦРВЕНИ КАРТОН: Плестан (Лил).
СЕВОЈНО: Николић, Раковић, Јанковић, Булатовић, Сандуловић, Вирић (од 74' Максимовић), Јовичић, Камберовић, Станисављевић, Вујовић (од 58' Тимић), Павићевић. Тренер: Љубиша Стаменковић.
ЛИЛ: Бутел, Берија, Рами, Плестан, Емерсон, Кабај, Мавуба, Балмон (од 83' Дебиши), Обранијак, Азар, Витек (од 67' Де Мело). Тренер: Руди Гарсија.
Око 2.000 гледалаца на стадиону Партизана није било у прилици да види много тога у првом полувремену, али када су се гости разиграли најзанимљивије је било на западној трибини где је група трубача свирала без престанка.
Фудбалери Лила имали су прву прилику у трећем минуту када је Витек шутирао са 20 метара и умало изненадио голмана Севојна Милорада Николића.
Једину солидну прилику у првом полувремену "Јарчеви" су имали у 28. минуту када је Владимир Вујовић добро шутирао са 25 метара, али је голман Лудовик Бутел одлично интервенисао.
Гости су до првог гола дошли у 34. минуту после одличне акције у којој је Јоан Кабај центрирао са левог бока и упослио Витека, а нападач Лила је из другог покушаја са неколико метара затресао мрежу домаћина. Француски прволигаш дуплирао је вођство у 38. минуту након одличне соло акције Азара који је по левој страни носио лопту 30 метара, ушао у шеснаестерац и погодио супротан доњи угао гола Севојна.
Лил је у другом полувремену доказао да је квалитетнија екипа, али се српски друголигаш није обрукао. У 71. минуту Азар је прошао по десној страни и центрирао право на главу резервисте Тулија Де Мела, али је његов шут завршио у рукама голмана Николића. Само два минута касније након шута Кабаја са дистанце и неспретне одбране Николића, Де Мело је био у прилици да постигне гол, али је чувар мреже Севојна добро интервенисао.
Севојничани су у 88. минуту упутили један од ретких удараца на гол противника преко Марка Павићевића, али је француски голман без проблема ухватио лопту.
Упркос поразу, публика на стадиону је заједно са трубачима, аплаузом поздравила фудбалере Севојна.
Лил је и у другом мечу трећег кола квалификација за Лигу Европе савладао Севојно истим резултатом. Севојничани се нису обрукали у првом изласку на европску сцену. Финалиста Лав Купа Србије се опростио од учешћа у Европи. Тим Љубише Стаменковића "Пискавца" се достојно борио и у реваншу у Француској, али то није било довољно.
СТАДИОН: Лил Метропол. СУДИЈА: Михел Кукулакис (Грчка). ЖУТИ КАРТОНИ: Балмон, Шеђу, Бутел (Лил), Ћосић, Павићевић, Јанковић (Севојно).
ЛИЛ: Бутел, Дебиши, Шеђу, Рами, Емерсон, Кабај (од 77. Думон), Мавуба, Де Мело, Жервињо, Витек (од 46. Балмон), Туре (од 67. Обамејанг). Тренер: Руди Гарсија.
СЕВОЈНО: Николић, Камберовић (од 86. Љубичић), Јанковић, Булатовић, Сандуловић, Вирић (од 77. Тимић), Ћосић, Станисављевић, Мудринић (од 65. Шуњеварић), Вујовић, Павићевић. Тренер: Љубиша Стаменковић.
Мало је недостајало да српски друголигаш одоли реномираном ривалу, коме је дуел са Севојном био генерална проба пред старт француског првенства. Гости су се добро бранили до 73. минута, а онда им је отпор сломио Јохан Кабај.
Ћосић је аутоголом у 86. минуту ставио тачку на европску одисеју Севојна.
Резултати у Европи
| Сезона  | Такмичење        | Коло        | Држава    | Екипа     | Д   | Г   |
| ------- | ---------------- | ----------- | --------- | --------- | --- | --- |
| 2009/10 | УЕФА лига Европе | 2. коло кв. | Литванија | ФК Каунас | 0:0 | 1:1 |
| 2009/10 | УЕФА лига Европе | 3. коло кв. | Француска | ФК Лил    | 0:2 | 0:2 |

## Поновно оснивање клуба (2010-данас)
Клуб је одиграо 11 сезона, а од тога 9 у четвртом рангу. Сезона 2020/21 је била најуспешнија.
Резултати (2010-2021)
| Сезона  | Ранг | Лига                     | Поз | У  | П  | Н | И  | ДГ | ПГ | ГР  | Б  |
| ------- | ---- | ------------------------ | --- | -- | -- | - | -- | -- | -- | --- | -- |
| 2010/11 | 5.   | Златиборска окружна лига | 1   | 28 | 23 | 1 | 4  | 76 | 13 | +63 | 70 |
| 2011/12 | 4.   | Зона Дрина               | 8   | 30 | 12 | 6 | 12 | 33 | 39 | -6  | 42 |
| 2012/13 | 4.   | Зона Дрина               | 7   | 30 | 12 | 5 | 13 | 29 | 25 | +4  | 41 |
| 2013/14 | 4.   | Зона Дрина               | 15  | 30 | 9  | 6 | 15 | 34 | 45 | -11 | 33 |
| 2014/15 | 4.   | Зона Дрина               | 15  | 28 | 5  | 9 | 14 | 24 | 42 | -18 | 24 |
| 2015/16 | 5.   | Златиборска окружна лига | 1   | 26 | 22 | 2 | 2  | 86 | 29 | +57 | 68 |
| 2016/17 | 4.   | Зона Дрина               | 14  | 30 | 8  | 8 | 14 | 36 | 47 | -11 | 32 |
| 2017/18 | 4.   | Зона Дрина               | 13  | 30 | 10 | 4 | 16 | 41 | 62 | -21 | 34 |
| 2018/19 | 4.   | Западно-моравска зона    | 3   | 24 | 13 | 3 | 8  | 43 | 36 | +7  | 42 |
| 2019/20 | 4.   | Западно-моравска зона    | 13  | 16 | 2  | 8 | 6  | 15 | 27 | -12 | 14 |
| 2020/21 | 4.   | Западно-моравска зона    | 3   | 28 | 17 | 3 | 8  | 76 | 35 | +41 | 54 |

## Играчи
Први тим (2021/22)
| Бр. |        | Позиција | Играч                      |
| --- | ------ | -------- | -------------------------- |
| 3   | Србија | О        | Данијел Ристовић           |
| 4   | Србија | С        | Јован Ђукановић (бонус)    |
| 5   | Србија | С        | Урош Бралушић              |
| 6   | Србија | О        | Лазар Ристановић (капитен) |
| 8   | Србија | С        | Саво Јовановић             |
| 9   | Србија | Н        | Лука Веснић                |
| 10  | Србија | С        | Филип Карадаревић          |
| 11  | Србија | О        | Филип Давидовић            |
| 12  | Србија | Г        | Владимир Крћа              |
| 13  | Србија | Н        | Петар Жунић (бонус)        |
| 17  | Србија | О        | Ранко Јечменица            |

| Бр. |        | Позиција | Играч                      |
| --- | ------ | -------- | -------------------------- |
| 20  | Србија | С        | Марко Радојевић            |
| 21  | Србија | Н        | Никола Ђајић               |
| 22  | Србија | С        | Милош Илић                 |
| 27  | Србија | О        | Илија Танасковић           |
| 29  | Србија | О        | Петар Милосављевић (бонус) |
| 31  | Србија | О        | Стефан Ристовић            |
| 33  | Србија | О        | Марко Крћа                 |
| 45  | Србија | О        | Стефан Страњаковић         |
| 46  | Србија | Г        | Марко Јовановић            |
| 77  | Србија | Н        | Бранко Николић (бонус)     |

Тренер:  Ненад Ђоковић "Сандо"

## Сезона 2018/19
Сезона 2018/19, до тог тренутка најбоља сезона од фузије, Севојно пружа изузетно добре партије током читавог првенства. Нови председник, нови играчи, знатно боља финансијска ситуација у клубу. Резултат свега тога је високо 3. место. Еуфорија у клубу је била све већа и ускоро је почела са радом и школа фудбала. Први пут после скоро 10 година Севојно опет има своје млађе категорије, које су врло брзо почеле да освајају трофеје на разним турнирима. Донације од стране бивших играча као што су Бојан Остојић и Дамир Кахриман, као и многобројних пријатеља клуба су почеле да пристижу.
Први тим (2018/19)
| Бр. |        | Позиција | Играч                      |
| --- | ------ | -------- | -------------------------- |
| 1   | Србија | Г        | Марко Јовановић            |
| 3   | Србија | О        | Филип Давидовић            |
| 4   | Србија | С        | Мартин Волић               |
| 5   | Србија | О        | Марко Крћа                 |
| 6   | Србија | О        | Лазар Ристановић (капитен) |
| 8   | Србија | С        | Немања Ивановић            |
| 9   | Србија | Н        | Бојан Гајић                |
| 10  | Србија | С        | Филип Карадаревић          |
| 11  | Србија | Н        | Миленко Пјевић             |
| 12  | Србија | Г        | Владимир Крћа              |
| 13  | Србија | О        | Младен Петронијевић        |
| 14  | Србија | С        | Страхиња Зековић (бонус)   |

| Бр. |        | Позиција | Играч                     |
| --- | ------ | -------- | ------------------------- |
| 15  | Србија | О        | Драган Вукотић            |
| 16  | Србија | О        | Павле Вукотић (бонус)     |
| 17  | Србија | С        | Сретен Цмиљановић (бонус) |
| 18  | Србија | Н        | Срђан Недић (бонус)       |
| 14  | Србија | Н        | Немања Драгутиновић       |
| 2   | Србија | О        | Урош Бабић (бонус)        |
| 4   | Србија | С        | Никола Ђуричић            |
| 5   | Србија | О        | Данијел Ристовић          |
| 11  | Србија | Н        | Бојан Ивановић (бонус)    |
| 14  | Србија | О        | Никола Стаматовић         |
| 15  | Србија | С        | Лука Неговановић          |

Тренер:  Ненад Ђоковић "Сандо" ( Немања Благојевић "Рома" од 17. априла до 3. септембра)
| Поз | Тим                   | У  | П  | Н | И  | ДГ | ПГ | ГР  | Б  |
| --- | --------------------- | -- | -- | - | -- | -- | -- | --- | -- |
| 1   | Таково                | 24 | 17 | 4 | 3  | 56 | 16 | +40 | 54 |
| 2   | Будућност             | 24 | 14 | 3 | 7  | 43 | 32 | +11 | 45 |
| 3   | Севојно               | 24 | 13 | 3 | 8  | 43 | 36 | +7  | 42 |
| 4   | Слога (Сј) (-1)       | 24 | 11 | 3 | 10 | 36 | 27 | +9  | 35 |
| 5   | Пријевор              | 24 | 10 | 3 | 11 | 39 | 34 | +5  | 33 |
| 6   | Слога (ББ)            | 24 | 9  | 5 | 10 | 28 | 28 | 0   | 32 |
| 7   | Полимље               | 24 | 9  | 5 | 10 | 33 | 37 | -4  | 32 |
| 8   | ЛФК Младост           | 24 | 8  | 7 | 9  | 39 | 40 | -1  | 31 |
| 9   | Полет (Т)             | 24 | 10 | 1 | 13 | 31 | 43 | -12 | 31 |
| 10  | Златар                | 24 | 8  | 6 | 10 | 29 | 28 | +1  | 30 |
| 11  | Слобода (Ч)           | 24 | 8  | 4 | 12 | 33 | 47 | -14 | 28 |
| 12  | Јединство Путеви (-2) | 24 | 9  | 1 | 14 | 28 | 41 | -13 | 22 |
| 13  | Орловац (М)           | 24 | 7  | 1 | 16 | 23 | 51 | -28 | 22 |

| Поз | Играч             | Голова |
| --- | ----------------- | ------ |
| 1   | Бојан Гајић       | 12     |
| 2   | Немања Ивановић   | 8      |
| 3   | Марко Крћа        | 6      |
|     | Миленко Пјевић    | 6      |
| 4   | Бојан Ивановић    | 5      |
| 5   | Никола Ђуричић    | 2      |
| 6   | Лазар Ристановић  | 1      |
|     | Филип Давидовић   | 1      |
|     | Филип Карадаревић | 1      |
|     | Данијел Ристовић  | 1      |

## Сезона 2020/21
Долазак новог председника и неколико квалитетних играча је опет вратило наду у евентуални пласман у српску лигу. Леп фудбал током читаве сезоне, рекордан број голова и велики број победа на гостовањима ипак нису биле довољне за прво место. Севојно је имало најбољи међусобни скор са 5 најбољих екипа у лиги. 76 голова у сезони, загарантована "киша" голова на свакој утакмици. Један од највећих резултата у историји клуба, чак 11 постигнутих голова на једној утакмици, три пута су успели да постигну чак 6 голова, такође три пута по 5 голова и два пута по 4 гола. Део заслуга за одличне резултате припада и верним навијачима који су, поред наравно свих утакмица на домаћем терену, ишли да бодре свој омиљени клуб и на великом броју гостовања, без обзира на удаљеност између градова.
Први тим (2020/21)
| Бр. |        | Позиција | Играч                      |
| --- | ------ | -------- | -------------------------- |
| 1   | Србија | Г        | Михаило Ћурдић             |
| 3   | Србија | О        | Данијел Ристовић           |
| 4   | Србија | С        | Никола Лазаревић           |
| 5   | Србија | С        | Урош Бралушић (бонус)      |
| 6   | Србија | О        | Лазар Ристановић (капитен) |
| 8   | Србија | С        | Саво Јовановић             |
| 9   | Србија | Н        | Милош Караичић             |
| 10  | Србија | С        | Филип Карадаревић          |
| 11  | Србија | О        | Филип Давидовић            |
| 12  | Србија | Г        | Владимир Крћа              |
| 13  | Србија | Н        | Петар Жунић (бонус)        |

| Бр. |        | Позиција | Играч                |
| --- | ------ | -------- | -------------------- |
| 17  | Србија | О        | Ранко Јечменица      |
| 20  | Србија | С        | Марко Радојевић      |
| 21  | Србија | Н        | Никола Ђајић (бонус) |
| 22  | Србија | С        | Милош Илић           |
| 27  | Србија | О        | Илија Танасковић     |
| 29  | Србија | О        | Никола Ђуричић       |
| 31  | Србија | О        | Стефан Ристовић      |
| 33  | Србија | О        | Марко Крћа           |
| 49  | Србија | Н        | Балша Бакић          |
| 77  | Србија | Н        | Лука Терзић          |
| 88  | Србија | Н        | Никола Ивановић      |

Тренер:  Ненад Ђоковић "Сандо"
| Поз | Тим              | У  | П  | Н  | И  | ДГ | ПГ | ГР  | Б  |
| --- | ---------------- | -- | -- | -- | -- | -- | -- | --- | -- |
| 1   | Слога (ББ)       | 28 | 20 | 4  | 4  | 59 | 18 | +41 | 64 |
| 2   | Јединство Путеви | 28 | 19 | 4  | 5  | 80 | 38 | +42 | 61 |
| 3   | Севојно          | 28 | 17 | 3  | 8  | 76 | 35 | +41 | 54 |
| 4   | Слобода (Ч)      | 28 | 16 | 4  | 8  | 59 | 40 | +19 | 52 |
| 5   | Полет (Љ)        | 28 | 14 | 7  | 7  | 63 | 40 | +23 | 49 |
| 6   | ФАП              | 28 | 12 | 10 | 6  | 56 | 37 | +19 | 46 |
| 7   | Пријевор         | 28 | 13 | 7  | 8  | 44 | 27 | +17 | 46 |
| 8   | Полет (Т)        | 28 | 11 | 5  | 12 | 52 | 44 | +8  | 38 |
| 9   | Полимље          | 28 | 10 | 3  | 15 | 37 | 64 | -27 | 33 |
| 10  | Златар           | 28 | 10 | 1  | 17 | 41 | 62 | -21 | 31 |
| 11  | Јасен            | 28 | 7  | 7  | 14 | 49 | 54 | -5  | 28 |
| 12  | Омладинац (З)    | 28 | 9  | 1  | 18 | 39 | 83 | -44 | 28 |
| 13  | Парменац         | 28 | 7  | 4  | 17 | 33 | 80 | -47 | 25 |
| 14  | Црнокоса         | 28 | 6  | 3  | 19 | 31 | 55 | -24 | 21 |
| 15  | Рампа            | 28 | 3  | 9  | 16 | 22 | 64 | -42 | 18 |

| Поз | Играч             | Голова |
| --- | ----------------- | ------ |
| 1   | Милош Караичић    | 23     |
| 2   | Никола Ђајић      | 12     |
| 3   | Никола Ивановић   | 11     |
| 4   | Филип Карадаревић | 8      |
| 5   | Бојан Ивановић    | 6      |
| 6   | Лука Терзић       | 3      |
|     | Стефан Ристовић   | 3      |
| 7   | Ранко Јечменица   | 2      |
| 8   | Урош Бралушић     | 1      |
|     | Марко Радојевић   | 1      |
|     | Марко Крћа        | 1      |
|     | Лазар Ристановић  | 1      |
|     | Никола Лазаревић  | 1      |
|     | Данијел Ристовић  | 1      |
|     | Петар Жунић       | 1      |

## Тренери
| Сезона  | Ранг | Лига                     | Поз | Тренер            | Замена            |
| ------- | ---- | ------------------------ | --- | ----------------- | ----------------- |
| 2010/11 | 5.   | Златиборска окружна лига | 1   | Предраг Поповић   | Зоран Јовичић     |
| 2011/12 | 4.   | Зона Дрина               | 8   | Зоран Јовичић     | -                 |
| 2012/13 | 4.   | Зона Дрина               | 7   | Зоран Јовичић     | -                 |
| 2013/14 | 4.   | Зона Дрина               | 15  | Драган Марјановић | Ненад Ђоковић     |
| 2014/15 | 4.   | Зона Дрина               | 15  | Небојша Пановић   | Слободан Вучковић |
| 2015/16 | 5.   | Златиборска окружна лига | 1   | Слободан Вучковић | -                 |
| 2016/17 | 4.   | Зона Дрина               | 14  | Слободан Вучковић | Ненад Ђоковић     |
| 2017/18 | 4.   | Зона Дрина               | 13  | Ненад Ђоковић     | -                 |
| 2018/19 | 4.   | Западно-моравска зона    | 3   | Ненад Ђоковић     | Немања Благојевић |
| 2019/20 | 4.   | Западно-моравска зона    | 13  | Немања Благојевић | Ненад Ђоковић     |
| 2020/21 | 4.   | Западно-моравска зона    | 3   | Ненад Ђоковић     | -                 |

## Познати бивши играчи
- Саво Раковић
- Филип Арсенијевић (фудбалер)
- Златко Зечевић
- Бојан Исаиловић
- Никола Максимовић
- Бојан Остојић (фудбалер)
- Боривоје Ристић
- Дамир Кахриман
- Радивоје Манић
- Радош Булатовић
- Александар Васиљевић (фудбалер, 1982)